# Maják Naissaar
Maják Naissaar (estonsky: Naissaare tuletorn) je pobřežní maják, který stojí na pobřeží ostrova Naissaar ve Finském zálivu v Baltském moři v kraji Harjumaa v Estonsku.
Maják je ve správě Námořního úřadu Estonska. Registrační číslo Estonského úřadu námořní dopravy (Veeteede Amet, EVA) je 320.

## Historie
První maják na ostrově Naissaar byl dřevěný postavený v roce 1788. V roce 1849 byl na jeho místě postaven kamenný 38 m vysoký maják, který byl těžce poškozen v období Krymské války. Maják byl obnoven v roce 1856 a opět zničen v období druhé světové války sovětskými vojsky. V roce 1946 byl postaven provizorní dřevěný maják vysoký 38 m, který byl přestavěn v roce 1960. Na nový železobetonový maják byla v roce 1999 instalována nová lucerna. Maják je bez obsluhy a plně automatizován od roku 2004. Výměny světelného zdroje probíhaly v roce 2006 (LED), 2010 a 2017.
Maják navádí lodi plující z Tallinnu do Stockholmu a Helsinek, které využívají plavební dráhy severně od ostrova.

## Popis
Oktagonální betonová čtyřpatrová věž ukončená přesahující dvojitou galerií a lucernou. Maják je natřen bílou barvou, horní třetina věže, galerie a lucerna jsou červené. Věž je vysoká 45 m, lucerna 2,9 m.

## Data
zdroj
- výška světla 47,8 m n. m.
- dosvit 12 námořních mil
- záblesk bílého světla v intervalu 10 sekund
- sektor: bílá 025°–335°

označení
- Admiralty: C3790
- ARLHS: EST-008
- NGA: 12772
- EVA 320